# Hortus Botanicus Helveticus
Hortus Botanicus Helveticus (HBH) is een vereniging van botanische tuinen en plantenverzamelingen in Zwitserland. De vereniging is in 1996 opgericht. Naast de 31 botanische tuinen en plantenverzamelingen, zijn individuele leden, ereleden en sympathisanten lid van de organisatie. Sinds 2005 representeert de vereniging Zwitserland in het consortium van botanische tuinen binnen de Europese Unie. 
HBH zet zich in voor het behoud en de ondersteuning van nationale en internationale plantenverzamelingen. Tevens zet de organisatie zich in voor de bescherming van plantensoorten en habitats in samenwerking met regionale en nationale instituten. De vereniging richt zich op een gemeenschappelijke fondsenwerving bij de overheid, de economische sector en de toeristensector. Er wordt gestreefd naar een verhoging van tuinbouwkundige kennis en vaardigheden bij de leden. 
Het secretariaat van HBH bevindt zich in Zürich. De aangesloten instituten bevinden zich in het hele land. 